# Raiamas buchholzi
Raiamas buchholzi är en fiskart som först beskrevs av Peters, 1876.  Raiamas buchholzi ingår i släktet Raiamas och familjen karpfiskar. IUCN kategoriserar arten globalt som livskraftig. Inga underarter finns listade i Catalogue of Life.